# Billy Talent III
Billy Talent III je čtvrté studiové album kanadské post-hardcorové skupiny Billy Talent, jež bylo vydáno 14. července 2009. Singl „Turn Your Back“ byl vydán již v září 2008 jako demo. První legitimní singl je až „Rusted from the Rain“, ke kterému bylo natočeno i video.
V rámci propagace byla spuštěna promo stránka alba, kde bylo možné nalézt video materiály členů kapely a jejich práce na nové desce. Stránky byly po oficiálním zahájení prodeje zablokovány. Píseň „Turn Your Back“ byla vydána ve více verzích, zatímco původní verze ze září představila i hostující umělce z kapely Anti-Flag, součástí alba je píseň, v níž hrají pouze Billy Talent. Singl byl použit v soundtracku videohry NHL 09.

## Seznam skladeb
1. "Devil on My Shoulder" – 3:49
2. "Rusted from the Rain" – 4:13
3. "Saint Veronika" – 4:09
4. "Tears Into Wine" – 4:12
5. "White Sparrows" – 3:14
6. "Pocketful of Dreams" – 3:34
7. "The Dead Can't Testify" – 4:27
8. "Diamond on a Landmine" – 4:30
9. "Turn Your Back" – 3:22
10. "Sudden Movements" – 3:39
11. "Definition of Destiny" – 4:15
12. "Bloody Nails and Broken Hearts" (bonus)

## Účinkující
- Benjamin Kowalewicz – zpěv
- Ian D'Sa – kytara, zpěv
- Jonathan Gallant – basová kytara, zpěv
- Aaron Solowoniuk – bicí, perkuse